# Dolenja vas pri Polhovem Gradcu
Dolenja vas pri Polhovem Gradcu (Duits: Niederdorf bei Billichgrätz) is een plaats in Slovenië en maakt deel uit van de gemeente Dobrova-Polhov Gradec in de NUTS-3-regio Osrednjeslovenska. De plaats telde 245 inwoners op 1 januari 2020.

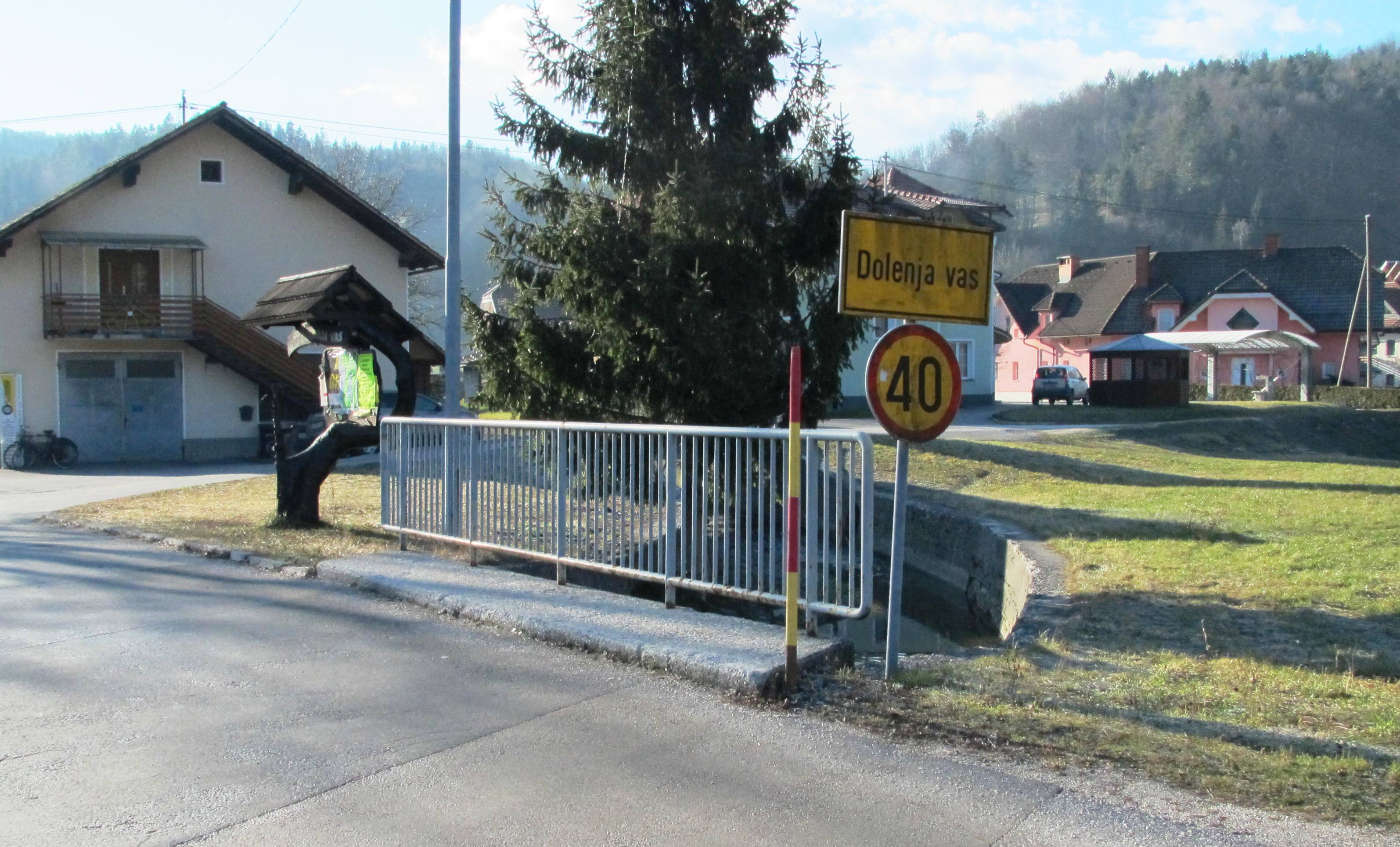
Dorpsaanzicht